# Ejido la Marina
Ejido la Marina är en ort i Mexiko.   Den ligger i kommunen Ciudad Valles och delstaten San Luis Potosí, i den centrala delen av landet, 270 km norr om huvudstaden Mexico City. Ejido la Marina ligger 63 meter över havet och antalet invånare är 240.
Terrängen runt Ejido la Marina är platt. Runt Ejido la Marina är det ganska glesbefolkat, med 42 invånare per kvadratkilometer. Närmaste större samhälle är Nueva Primavera, 12,5 km nordost om Ejido la Marina. Omgivningarna runt Ejido la Marina är en mosaik av jordbruksmark och naturlig växtlighet.